# 大山 (岡山県)

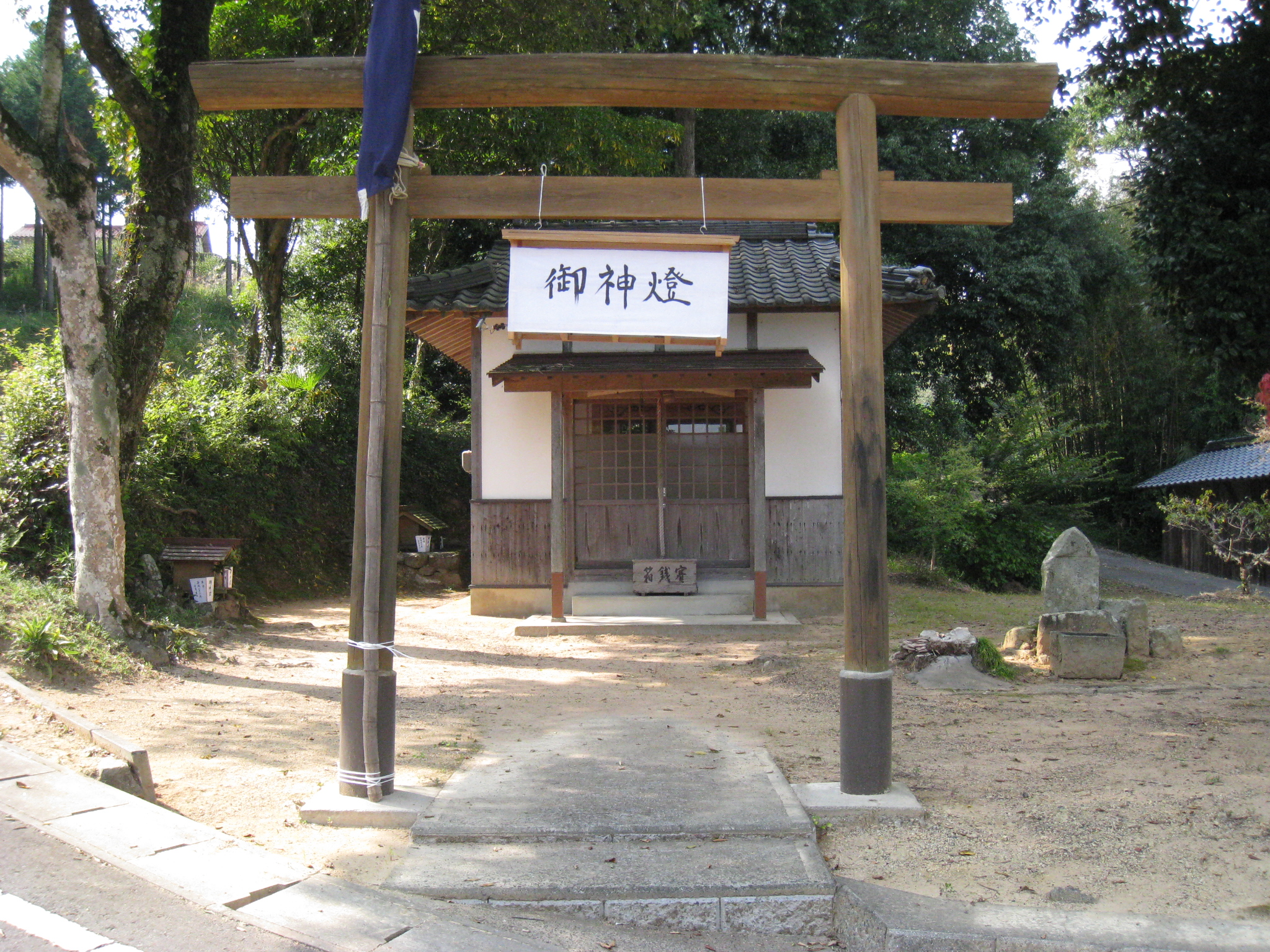
大山神社

大山（おおやま）は、岡山県美作市にある標高342.5ｍの山である。

## 概要
以前は、山のいたるところに坊があり東美作地域の仏教の中心でもあった。しかし、1579年の春、宇喜多氏が美作に侵攻した際、大山の坊は焼き討ちされた。現在では、その当時を偲ばせる大山神社が残っているだけである。

## 歴史
天正7年（1579年）に焼き討ちに遭うまでに、大山には寺があったといわれている。

### 寺の起こり
崇徳天皇の治世に、紀州根来寺覚鑁が真嶋郡美甘庄を巡錫の際、その地に寺を建立した。自作の観音菩薩1体を安置し覚鑁山南寺とした。
その後、勝田北の古吉野庄に下り観音菩薩や不動明王像を作り堂を建立したが、寺の名前も定まらず、信仰者もおらず荒廃した。

### 上皇の沙汰
承久3年(1221)年、承久の乱により鎌倉方に敗れた後鳥羽上皇が隠岐に流される際、勝田を通った。上皇の車が自然と止まったので不思議に思った上皇が近習に問うた。すると、この近くに覚鑁上人が造った観音菩薩や不動明王、弁才天、善女龍王を祀った堂があることがわかった。上皇は驚いて篤く祈って直々に施しをし、寺を再建するように言い置いた。

### 寶鑰寺
しかし、依然として寺の名前は定まらなかった。同じ年の11月、寺の住職が寝ていたところ夢の中で善女龍王の従者である宝鑰（ほうやく）童子が現れ観音菩薩を本尊として祀るように言った。そのことから、宝鑰寺という名前となった。

### 大山へ
世の中は混沌として、南北朝の時代になると、争いが酷く新田氏、足利氏、山名氏、赤松氏が天下に割拠していたので、宝鑰寺がある古吉野もいつ争いの舞台になるのかわからなかったので、美作国英田郡巨勢の大山へ寺を移すことになった。
　
貞和元年（1344年）5月より名前を改め顕密寺と呼ぶようになり、ますます寺は栄えた。老若男女や僧侶がひっきりなしに参拝したという。その評判を聞いた後醍醐天皇や足利義満も寺に仏具を奉納した。また、足利氏や細川氏の祈願所にもなった。天文の頃には、江見荘の江見次郎からも信仰を集める。

### 宇喜多氏の美作侵攻
天正7年(1579年)の兵火によって、ことごとく大山は燃やされた。この時、本尊である観音菩薩や不動明王像は難を逃れた。しかし、多くの古書や古器の類は堂もろとも灰になったといわれる。法印隆永は、尾谷に逃れ、現在尾谷にある顕密寺の祖となった。

## 登山
狭いが道が舗装してあるので、車で登ることが可能。登ると展望台とトイレが設置してある公園がある。自動販売機や売店はない。

## 眺望

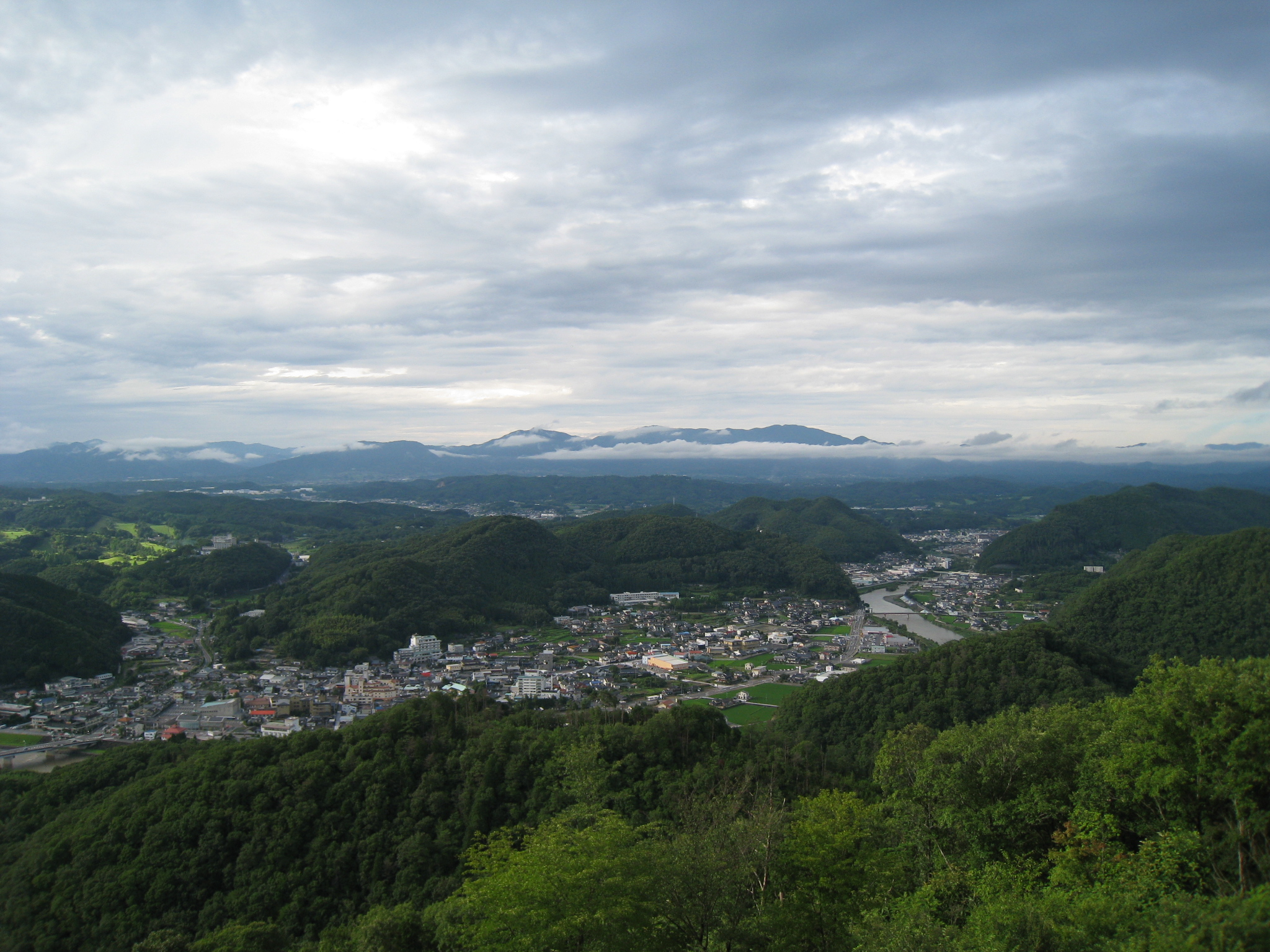
大山展望台から那岐山を望む。

湯郷温泉や那岐山など東美作地域を望む。

## 交通アクセス
JR岡山駅より
JR岡山駅より宇野バス「湯郷温泉・林野駅行き」に乗り、約1時間30分後に「鷺湯橋（さぎゆばし）」下車。停留所「鷺湯橋」から徒歩で約2時間で山頂に着く。
JR林野駅より
JR林野駅より宇野バス「岡山駅経由表町バスセンター行き」に乗り、約15分後に「鷺湯橋」下車。徒歩2時間。